# Grand Prix Evropy 2003
Grand Prix Evropy Allianz Grand Prix of Europe

- 29. června 2003
- Okruh Nürburgring
- 60 kol x 5,148 km = 308,88 km
- 706. Grand Prix
- Vítěz - Ralf Schumacher
- Vítězný tým - Ferrari

## Výsledky
| Pozice | Jezdec                | Vůz              | Čas         |
| ------ | --------------------- | ---------------- | ----------- |
| 1      | Ralf Schumacher       | Williams-BMW     | 1:34:43.622 |
| 2      | Juan Pablo Montoya    | Williams-BMW     | +16.821     |
| 3      | Rubens Barrichello    | Ferrari          | +39.673     |
| 4      | Fernando Alonso       | Renault          | +1:05.731   |
| 5      | Michael Schumacher    | Ferrari          | +1:06.162   |
| 6      | Mark Webber           | Jaguar-Cosworth  | +1 kolo     |
| 7      | Jenson Button         | BAR-Honda        | +1 kolo     |
| 8      | Nick Heidfeld         | Sauber-Petronas  | +1 kolo     |
| 9      | Heinz-Harald Frentzen | Sauber-Petronas  | +1 kola     |
| 10     | Antonio Pizzonia      | Jaguar-Cosworth  | +1 kola     |
| 11     | Ralph Firman          | Jordan-Ford      | +2 kola     |
| 12     | Giancarlo Fisichella  | Jordan-Ford      | +2 kola     |
| 13     | Justin Wilson         | Minardi-Cosworth | +2 kola     |
| 14     | Jos Verstappen        | Minardi-Cosworth | +3 kola     |
| 15     | David Coulthard       | McLaren-Mercedes | +4 kola     |
| Kolo   | Odstoupili            | -                | -           |
| 53     | Cristiano da Matta    | Toyota           | Engine      |
| 51     | Jacques Villeneuve    | BAR-Honda        | Převodovka  |
| 37     | Jarno Trulli          | Renault          | Tlak paliva |
| 37     | Olivier Panis         | Toyota           | Spin        |
| 25     | Kimi Räikkönen        | McLaren-Mercedes | Engine      |

## Nejrychlejší kolo
- Kimi Räikkönen  McLaren-Mercedes 1:32.621

### Jezdci
- 1. Michael Schumacher - 58
- 2. Kimi Räikkönen - 51
- 3. Ralf Schumacher - 43
- 4. Juan Pablo Montoya - 39
- 5. Fernando Alonso - 39
- 6. Rubens Barrichello - 37
- 7. David Coulthard - 25
- 8. Jarno Trulli - 13

### Týmy
- 1. Ferrari - 95
- 2. Williams-BMW - 82
- 3. McLaren-Mercedes - 76
- 4. Renault - 52